# Парламент Англії
Парламент Англії — історичний законодавчий орган Англії.

## Історія
У 1066 році, Вільгельм Завойовник запропонував феодальну систему, за якої для прийняття законодавчих актів необхідно було їх схвалення радою землевласників та духовних сановників. У 1215 році Іоанн Безземельний встановив, що запровадження нових чи скасування старих податків, а також їх розмір обов'язково мали погоджуватись із цією радою, яка згодом перетворилась на парламент.
За століття Англійський парламент поступово обмежував владу монарха, що сягнула свого апогею під час громадянської війни за часів правління Карла I у 1649 році. Після реставрації Карла II верховенство парламенту було закріплено законодавчо й усі наступні британські монархи були обмежені відповідно до політичної системи конституційної монархії з обмеженням виконавчої влади. Акт про унію 1707 року скасував англійський і шотландський парламенти й було сформовано Парламент Великої Британії.
За часів царювання династії Тюдорів почала створюватись сучасна структура парламенту. Монархія Тюдорів була потужною й кілька років парламент не засідав узагалі. Однак королі розуміли, що їм потрібен парламент для легітимізації більшості їхніх рішень, а також для стягнення податків у необхідних розмірах без обурення дворянства й народних мас. Тому було встановлено, що монарх міг скликати парламент будь-коли, якщо це було необхідно.

## Місця засідання парламенту
- Лондон — постійне місце проведення засідань
- Йорк
- Лінкольн, 1301
- Ектон Барнелл[en], 1283[1]
- Шрусбері, 1283
- Лестер, 1414, 1426
- Оксфорд, 1258, 1681
- Кенілворт[en], 1266
- Карлайл, 1307
- Нортгемптон 1328
- Вінчестер, 1332
- Абатство Редінг, 1453
- Ковентрі, 1459